# 汉尼拔·莱克特
汉尼拔·莱克特（英語：Dr. Hannibal Lecter）是由美国小说作家湯瑪斯·哈里斯所创作的悬疑小说系列中的虚构的人物，是一名精神科医生，但同时也是一名会吃掉受害者的连环杀手。莱克特最先出现在1981年的恐怖小说《红龙》，该小说被改编成电影《孽欲杀人夜》，由布萊恩·考克斯饰演汉尼拔。接着莱克特在1988年的小说《沉默的羔羊》中成为重要角色，后于1991年改编成电影《沉默的羔羊》，莱克特由安东尼·霍普金斯饰演，他也因此获得了奥斯卡最佳男主奖。在2001年，以1999年《汉尼拔》小说改编的电影《汉尼拔》，霍普金斯再次饰演这一角色，2002年被再次改编的《红龙》也由他饰演。由第四部小说《少年汉尼拔》（Hannibal Rising）改编的同名电影《少年汉尼拔》在2007年上映，少年莱克特由法国演员加斯帕德·尤利尔出演。电视连续剧系列由2013年4月4日起在NBC播出，一共三季。故事主要讲述汉尼拔·莱克特与美国联邦调查局探员威尔·葛兰姆之间的关系发展，此剧由麦斯·米科尔森饰演汉尼拔，米科尔森也因此于2014年赢得了土星奖电视最佳男主角。
2003年，霍普金斯饰演的莱克特被美国电影学会评为美国最伟大反派。2010年，《娱乐周刊》将他评为过去20年100位最伟大角色之一。2019年，米科尔森饰演的莱克特被《滚石》杂志评为电视史上第18大反派。

## 角色創作靈感
1960年代，23歲的托馬斯·哈里斯（Thomas Harris）担任《Argosy》雜誌的記者，前往墨西哥採訪一位被關押在蒙特雷新莱昂州立監獄的精神病患者戴克斯·阿斯丘·西蒙斯（Dykes Askew Simmons）。哈里斯了解到，西蒙斯在入獄期間曾賄賂一名獄警幫助自己越獄，可最后卻遭其背叛，被開槍射擊，后来一位技術精湛的“獄醫”幫助他完成了治療，於是決定采訪這位醫生並將其寫進自己的文章裡。哈里斯稱他為“薩拉查醫生”（Dr. Salazar），直到哈里斯離開醫生的辦公室他才從典獄长那裡得知，薩拉查實際上是一名殺人犯，作為一名外科醫生，他可以将受害者装進一个小得惊人的盒子裡。哈里斯形容他是一個“身型小而輕盈，有着一頭深红色的頭髮”，“靜靜地站在那，身上有一種優雅的氣質”的男人。哈里斯一直想要創造一個“對犯罪心理有著獨特理解”的角色，而薩拉查醫生幫助他找到了靈感。
薩拉查被認為是阿爾弗雷多·巴利·特雷维尼奥，是1959年墨西哥最後一個被判處死刑的罪犯。巴利是一名來自上層階級家庭的内外科醫生，他謀殺了他的同事兼男友，杰西·卡斯蒂略·蘭格爾。巴利拿著一條浸泡過氯仿的毛巾覆蓋在蘭格爾臉上，導致他失去意識；然後巴利將其轉移到隔壁的浴室，在那里他割開了蘭格爾的喉嚨，放乾血液後肢解了他。在1950年代末和1960年代初，巴利涉嫌在鄉村殺害和肢解了幾名搭便車的人。哈里斯將其中的一些细節融入到了《沉默的羔羊》裡作為凶手的“布法羅·比爾”（Buffalo Bill）的角色刻畫中。
《漢尼撥》這本書受到了佛羅倫薩怪獸的啟發，在準備這本書的期間，哈里斯曾前往義大利，並出席了佛羅倫薩怪獸的主要嫌疑人Pietro Pacciani的庭審。

## 人物设定
汉尼拔生于1933年的立陶宛的一个貴族家庭，居于莱克特堡，经历二战苏联（1940年）及德国（1941年）占领立陶宛的时期。他拥有极高的智力，不仅掌握专业的心理学知识，对数学、物理、艺术、历史也非常了解。他拥有极其敏锐的嗅觉，可以闻出所见之人平时使用的化妆品的味道，并能准确地猜测出他们的品牌。他喜欢古典音乐，讨厌粗鲁之人，但对待自己认可的人会表现得很与绅士风度。

## 出场作品

### 小说

#### 《红龙》
于1981年出版，故事发在莱克特被FBI侧写师威尔·格雷厄姆抓住证据后，被捕关进精神病院的时间段。格雷厄姆在此之前被莱克特重伤，因此退休了数年，后因为一个绰号叫“牙仙”的连环杀人选择再次复出。当案件进展陷入僵局时，格雷厄姆迫不得已去往精神病院拜访了莱克特，以寻求他的相关帮助。

#### 《沉默的羔羊》
于1988年出版，故事发生在莱克特被关进精神病院之后的时间段，是《红龙》的续作。FBI实习生克丽丝·史达琳为了获得一位连环杀手詹姆·古姆 (绰号“水牛比尔”) 的相关信息，与莱克特建立了联系。期间两人逐渐发展成出一种不寻常的关系，莱克特向史达琳提供关于凶手的线索，以换取她不幸童年的相关信息。作为对莱克特医生配合调查的回报，FBI和弗雷德里克·奇尔顿决定将他转移到生活条件更好的联邦机构进行关押。然而，莱克特在转移途中逃脱，重新获得了自由。

#### 《汉尼拔》
于1999年出版，故事发生在《沉默的羔羊》事件七年之后。因为莱克特再度开始犯案，史达琳着手开始调查莱克特的案子，在此期间曾被莱克特所伤的马森·维杰一直想要找莱克特报仇。在维杰的收买下，FBI探员克伦德拦截了莱克特的行踪并告知给维杰，当莱克特被抓到维杰的农场后，史达琳救下了他，但与此同时史达琳也因中毒倒地。后来莱克特摆平了维杰的手下，并带着史达琳回到了自己的住处，他利用心理暗示和精神药物解决了史达琳的童年阴影，两人最后成为恋人，莱克特也随着时间的推移渐渐接受了米莎无法死而复生的事实。

#### 《汉尼拔崛起》
于2006年出版，故事讲述了莱克特少年时期的经历，详解了他为何会成为一个食人魔。在莱克特11岁的时候，因为战争，他和她的妹妹失去了双亲成为孤儿。不久后，他们的住处被一群逃兵侵占，而莱克特的妹妹被他们杀害吃掉。后来莱克特从逃兵手中逃脱，他在森林中被一名苏联坦克兵发现。他被送到了他家的旧城堡，但那里已经被改建成了苏联孤儿院，莱克特的心理因为妹妹的事情受到了无法挽回的创伤，他不再说话。后来他被他的叔叔罗伯特·莱克特收养，跟姑姑紫夫人一起住在法国，在姑姑的照顾下，他渐渐恢复了健康并再次开口说话。
在一次他与紫夫人一起逛菜市场的途中，一名屠夫侮辱了紫夫人，于是莱克特袭击了他。后来莱克特学医，他找到了曾经的那名屠夫，将他开肠破肚并斩首。尝到复仇的甜头后他开始一一找出当年杀死米莎的仇人，杀死并吃掉他们的脸颊，在此期间他还得知当年在他不知情的情况下，他也曾吃下过妹妹的肉。在复仇的过程中，他和紫夫人的关系彻底破裂，莱克特也自此失去了所有的人性。

### 电影

#### 《孽欲杀人夜》
于 1986 年上映，改编自小说《红龙》，由布莱恩·考克斯饰演。

#### 《沉默的羔羊》
于1991年上映，改编自同名小说《沉默的羔羊》，由安东尼·霍普金斯饰演。霍普金斯获得奥斯卡奖的表演使莱克特成为文化偶像。

#### 《汉尼拔》
于2001年上映，改编自同名小说《汉尼拔》，由安东尼·霍普金斯饰演。

#### 《红龙》
于2002年上映，改编自小说《红龙》，由安东尼·霍普金斯饰演。

#### 《少年汉尼拔》
于2007年上映，改编自小说《汉尼拔崛起》，孩童时期的莱克特由阿兰·托马斯饰演，青年时期由加斯帕德·尤利尔饰演。

### 电视剧

#### 《雙面人魔》
于2013年4月4日在NBC开播，改编自小说《红龙》，由麦斯·米科尔森饰演。一共三季，第三季于2015年6月4日播出。